# Strzegom
Strzegom (łac. Stregovia, niem. Striegau, cz. Střihom) – miasto w województwie dolnośląskim, w powiecie świdnickim, siedziba gminy miejsko-wiejskiej Strzegom. Duży ośrodek kamieniarski – liczne kopalnie granitu strzegomskiego.
Według danych GUS z 1 stycznia 2023 r. miasto liczyło 15 086 mieszkańców (286. miejsce w kraju).

## Nazwa

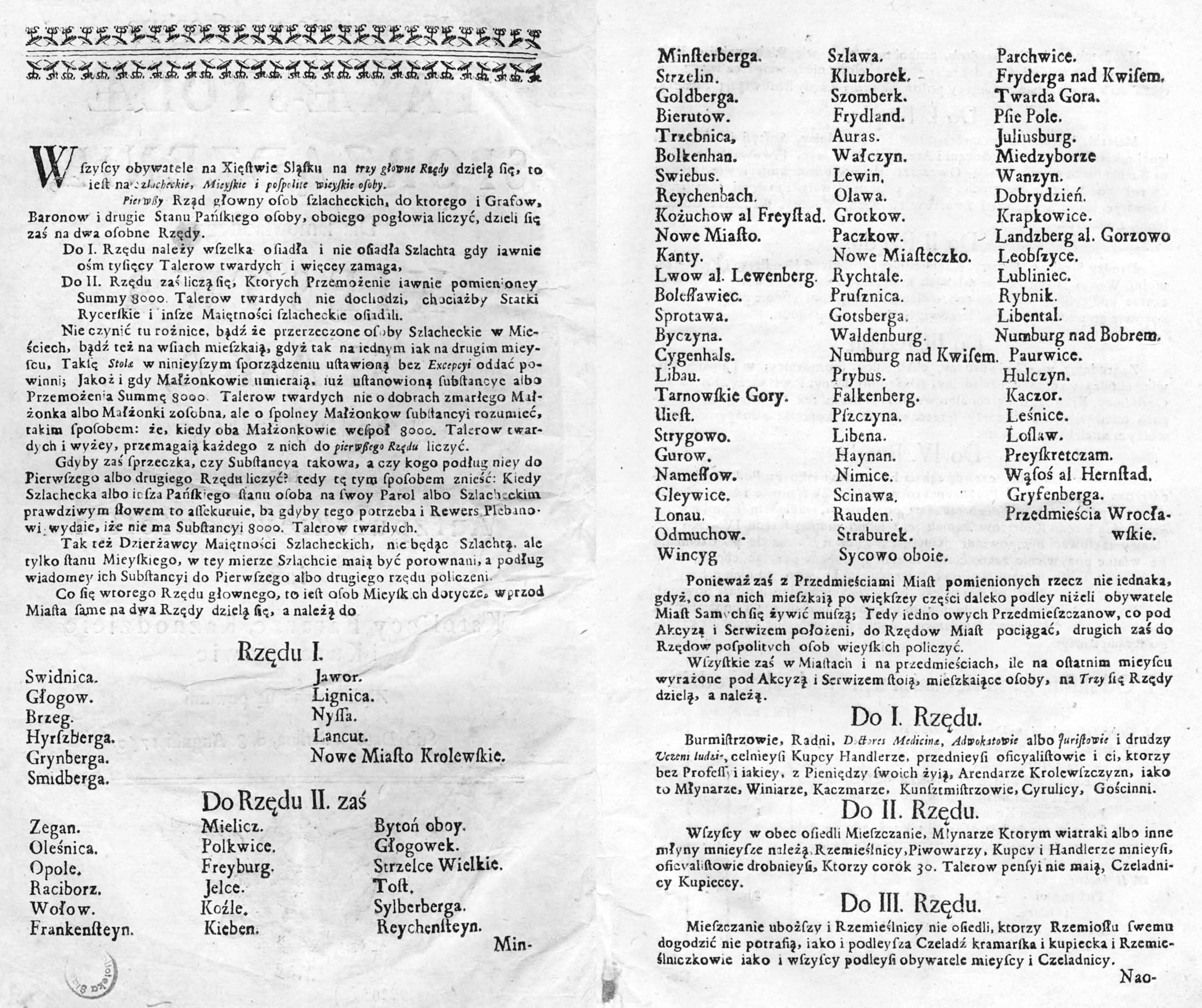
Strzegom jako Strygowo wśród innych nazw śląskich miejscowości w urzędowym pruskim dokumencie z 1750 r. wydanym w języku polskim w Berlinie.

Istnieje kilka wywodów nazwy miasta:
- Według pierwszej z nich Strzegom wywodzi się od słowa strzec, od której pochodzi pierwsza historyczna nazwa Strzegów wymieniona w 1896 roku przez śląskiego pisarza Konstantego Damrota[5].
- Równolegle w literaturze podawany jest wywód od słowa strzyc wraz z nazwą miejscową Strzygłów – jako nazwę miejsce strzyżenia głów.
- Według innej teorii wywodzi się ją również od warunków fizjograficznych terenu – Wzgórz strzegomskich, na których miasto powstało. Wzgórza te dzielą się na trzy pasma: najwyższe pasmo południowe zbudowane z granitu, średnie środkowe – ciągnące się na północ od linii Rogoźnica-Goczałków Górny-Jaroszów, oraz najniższe pasmo północne[6]. Od ich ukształtowania miała pochodzić pierwotna nazwa Trzy góry, która w wyniku procesów lingwistycznych miała się zmienić później w Strzegom. Heinrich Adamy w swoim dziele o nazwach miejscowości na Śląsku wydanym w 1888 roku we Wrocławiu wymienia nazwę miasta zanotowaną w dokumentach z 1112 roku Trzi gore oraz Ztrigoni podając ich znaczenie „Stadt bei den drei Bergen” – „miasto przy trzech górach”[7].

W historii notowano miasto jako Stregoni (1112), w 1212 jako Strzegonie, Strigoni, Ztregon, w 1155 w bulli papieskiej tzw. Bulli wrocławskiej wydanej przez Hadriana IV w Rzymie miejscowość zanotowano po łacinie jako gradice Ztrigom. W spisanym po łacinie dokumencie średniowiecznym wydanym we Wrocławiu w 1266 roku, który sygnował książę śląski Henryk III Biały miejscowość wymieniona jest pod nazwą Stregom.
W 1295 w kronice łacińskiej Liber fundationis episcopatus Vratislaviensis miejscowość wymieniona jest jako Strigonia. Nazwę miejscowości w zlatynizowanej staropolskiej formie „Stregom” wymienia spisany ok. 1300 roku średniowieczny łaciński utwór opisujący żywot świętej Jadwigi Vita Sanctae Hedwigis. W 1475 roku w Statuta Synodalia Episcoporum Wratislaviensium miejscowość wymieniona jest jako Stregonia.
W 1612 roku polską nazwę miejscowości w formie Strzegowa wspomina Walenty Roździeński w swoim staropolskim poemacie o śląskim górnictwie i hutnictwie pt. „Officina ferraria abo Huta i warstat z kuźniami szlachetnego dzieła żelaznego. W dziele opisuje on bogactwo minerałów i kopalin występujących w Sudetach notując również nazwę miasta oraz jego okolicę jako zasobną w złoto i kamienie szlachetne – turkusy we fragmencie „Turkusy w Izerwisie biorą u Strzegowej I w górnych rzeczkach – barwy błękitnej a płowej.” oraz „Rodzi sie ta szlachetna ziemia we świdnickim Księstwie, u Ostrej góry na gruncie strzegowskim, w górach starych, a w szybiech tam, kędy przed laty niegdy kopali abo brali kruszec złoty.
W roku 1613 śląski regionalista i historyk Mikołaj Henel wymienił miejscowość w swoim łacińskim dziele o geografii Śląska pt. Silesiographia podając trzy nazwy Strigovia, Striga oraz powołując się na dzieła Marcina Kromera Stregomum. W dziele Matthäusa Meriana pt. „Topographia Bohemiae, Moraviae et Silesiae” z 1650 roku miejscowość wymieniona jest pod wcześniejszą słowiańską nazwą Striga oraz zgermanizowaną Striegau.
W 1750 roku nazwa „Strygowo” wymieniona jest w języku polskim przez Fryderyka II pośród innych miast śląskich w zarządzeniu urzędowym wydanym dla mieszkańców Śląska.
Nazwę Strygów w książce „Krótki rys jeografii Szląska dla nauki początkowej” wydanej w Głogówku w 1847 wymienił śląski pisarz Józef Lompa. Słownik geograficzny Królestwa Polskiego wydany w latach 1880–1906 notuje nazwę miasta pod polskimi nazwami Strzygłów podając również inne warianty Strzygowa, Trzy Góry, Strzegonia oraz niemiecką Striegau.
Jedną z funkcjonujących wówczas wersji nazwy miasta był Strzygłów, spotykany także przed wojną i zastosowany został między innymi w pieśni XVII znajdującej się w dziele Śląsk Macieja B. Stęczyńskiego.
Obecna nazwa została administracyjnie zatwierdzona 7 maja 1946.

## Położenie

### Administracyjne

#### Świeckie
Miasto Strzegom położone jest w południowej części województwa dolnośląskiego w powiecie świdnickim.

#### Religijne
Miasto Strzegom znajduje się w rzymskokatolickim Dekanacie Strzegom, Diecezji Świdnickiej.

### Topograficzne
W zlewie Strzegomki. Miasto leży na terenie Przedgórza Sudeckiego. Strzegom otaczają Wzgórza Strzegomskie. Nieopodal miasta znajduje się najwyższe wzniesienie tychże wzgórz – góra Krzyżowa o wysokości 354 m n.p.m.

### Historyczne
Historycznie leży na Dolnym Śląsku. W latach 1975–1998 miasto administracyjnie należało do woj. wałbrzyskiego.

## Dzielnice
- Grabina (niem. Gräben[22])[23]
- Kamionka
- Śródmieście
- Osiedle Piastów
- Domki Północne
- Domki Południowe
- Bielany
- Pod Krzyżówką

## Klimat
Średnie miesięczne ciśnienie atmosferyczne waha się od 1014,4 hPa (IV) do 1019,0 hPa (I), największy zanotowany wzrost ciśnienia 25 hPa, największy spadek 29 hPa.
Średnia roczna prędkość wiatru wynosi 3,8 m/s. Najmniejsze średnie zachmurzenie osiąga 48% (VIII), największe 75% (XII), średnie roczne 61%.
Średnia roczna temperatura powietrza osiąga +7,9 °C. W przebiegu rocznym najchłodniejszy jest styczeń (–1,6 °C), najcieplejszy lipiec (+17,4 °C). Najwyższą maksymalną temperaturę zanotowano 31 lipca 1994 r. (+35,8 °C), najniższą temperaturę minimalną 14 stycznia 1987 r. (–27,7 °C).
Absolutna amplituda temperatury powietrza osiągnęła 63,5 °C. W ciągu roku występuje 36 dni gorących, czyli takich, w których maksymalna temperatura przekracza +25 °C, z czego 5 to dni upalne z temperaturą powyżej +30 °C; czasami zdarzają się w Strzegomiu dni bardzo upalne, podczas których maksymalna temperatura przekracza +35 °C. Najdłuższe fale upałów nad miastem wystąpiły:
- 6–10 VIII 1992 r. (5 dni)
- 24 VII – 2 VIII 1994 r. (10 dni)
- 18–23 VII 2006 r. (6 dni)[24]

Najwięcej dni upalnych (z temperaturą maksymalną powyżej +30 °C) zanotowano w 1994 r. – aż 18 dni, z czego 10 w lipcu 1994.
Latem nie notowano tzw. tropikalnych nocy, kiedy temperatura minimalna nie spada poniżej +20 °C. Najwyższą minimalną temperaturę w Strzegomiu zanotowano 30 VII 2005 r. i było to +19,1 °C.
Dni mroźnych, z ujemną temperaturą maksymalną (poniżej 0 °C) jest w Strzegomiu tylko 30 rocznie. Średnia roczna suma opadu wynosi 566 mm.
Największe średnie miesięczne sumy opadu 86 mm (VII), najmniejsze 29 mm (II). Notowanych jest średnio 115 dni z opadem w roku (z maksimum w lecie).
| Miesiąc                                 | Sty   | Lut   | Mar   | Kwi  | Maj  | Cze  | Lip  | Sie  | Wrz  | Paź  | Lis   | Gru   | Roczna |
| --------------------------------------- | ----- | ----- | ----- | ---- | ---- | ---- | ---- | ---- | ---- | ---- | ----- | ----- | ------ |
| Rekordy maksymalnej temperatury [°C]    | 13.7  | 16.6  | 20.2  | 28.6 | 31.0 | 33.5 | 35.8 | 35.7 | 28.8 | 25.2 | 17.4  | 13.6  | 35,8   |
| Średnie temperatury w dzień [°C]        | 1.3   | 2.6   | 7.2   | 13.2 | 18.6 | 21.3 | 23.3 | 23.3 | 18.2 | 13.0 | 6.3   | 2.5   | 12,6   |
| Średnie dobowe temperatury [°C]         | -1.6  | -0.9  | 2.8   | 7.5  | 12.7 | 15.7 | 17.4 | 17.0 | 12.6 | 8.1  | 3.2   | -0.2  | 7,9    |
| Średnie temperatury w nocy [°C]         | -4.7  | -4.3  | -1.0  | 2.2  | 6.6  | 10.0 | 11.7 | 11.2 | 7.8  | 3.9  | 0.2   | -3.0  | 3,4    |
| Rekordy minimalnej temperatury [°C]     | -27.7 | -25.7 | -16.6 | -7.5 | -3.5 | 1.0  | 4.5  | 3.7  | -0.2 | -7.2 | -16.4 | -24.8 | −27,7  |
| Opady [mm]                              | 34    | 29    | 37    | 32   | 54   | 68   | 87   | 69   | 50   | 33   | 35    | 38    | 566    |
| Średnia liczba dni z opadami            | 10    | 8     | 10    | 8    | 10   | 12   | 12   | 10   | 9    | 7    | 9     | 10    | 115    |
| Źródło: Na podstawie 35-lecia 1979–2013 |       |       |       |      |      |      |      |      |      |      |       |       |        |

## Historia

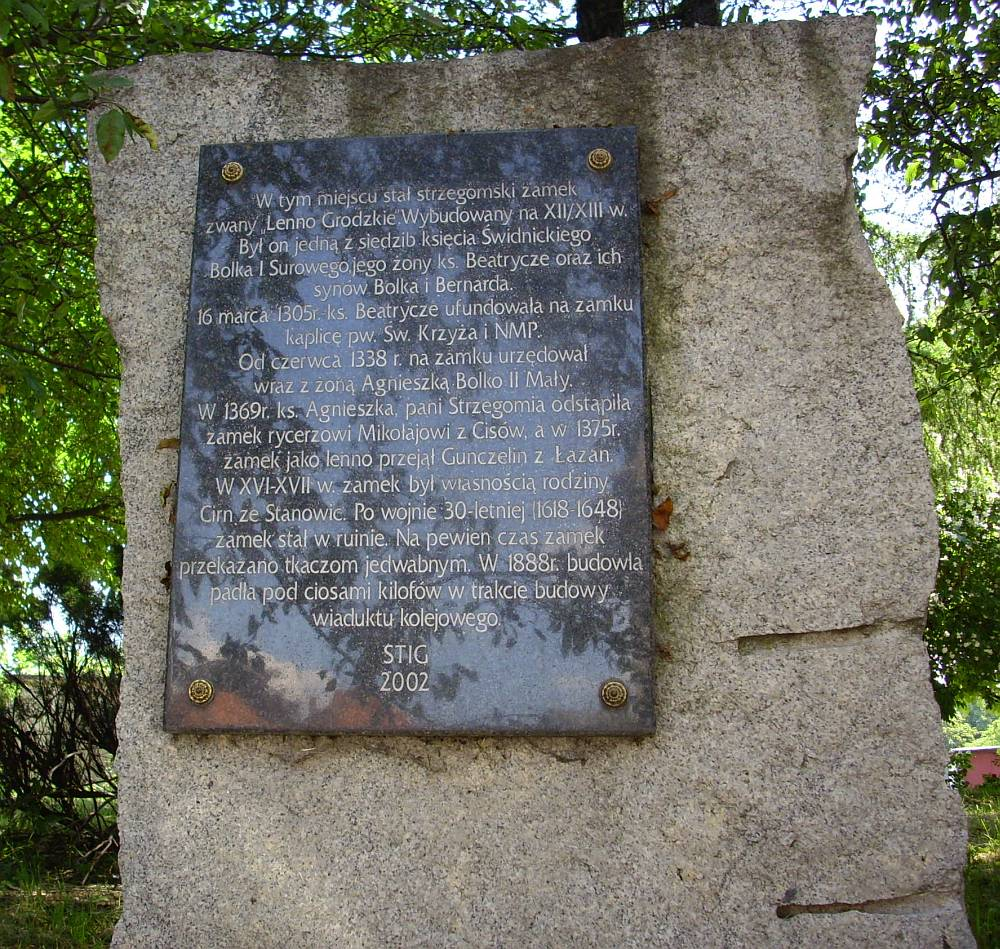
Tablica pamiątkowa w miejscu dawnego zamku piastowskiego

Dorzecze rzeki Strzegomki upodobali sobie we wczesnym średniowieczu Ślężanie, którzy postanowili tutaj założyć swą osadę – gród na Górze Zwycięstwa, która istniała prawdopodobnie do początku X w. Już po powstaniu państwa polskiego powstał nowy gród – gród kasztelański na Górze Szerokiej. W czasach wojen polsko-czeskich i polsko-niemieckich, toczonych między 1038 a 1137 r. gród ten stał się ważnym ośrodkiem z racji swojego położenia na szlakach handlowych, jak i pełnienia funkcji obronnych. Obok grodu warownego, pełniącego funkcje obronne, rozwinęła się także osada miejska zwana Starym Strzegomiem. W 1149 roku biskup wrocławski Walter z Malonne konsekrował tu pierwszy kościół. W 1202 roku komes Imbram, kasztelan strzegomski, przekazał joannitom (obecnym w mieście od 1180) kościół wraz z przynależnościami. Dokumenty potwierdzające tę darowiznę (akt dotacyjny z lat 1202–1203, dyplom księcia Henryka Brodatego oraz 2 dyplomy biskupa wrocławskiego Cypriana) potwierdzają istnienie i podkreślają rangę dawnego Strzegomia. Prawdopodobnie wdowa po poległym w 1241 w bitwie pod Legnicą Henryku Pobożnym, księżna Anna (z królewskiego czeskiego rodu Przemyślidów), lokowała tu w 1242 r. miasto na prawie niemieckim (akt lokacyjny nie zachował się). Ściągnęła też kolonistów niemieckich, aby przyspieszyć odbudowę ośrodka. W 1291 roku miasto znalazło się w nowo powstałym księstwie świdnicko-jaworskim, którym rządził Bolko I. Z jego polecenia w latach 1291–1299 wokół miasta wzniesiono mury obronne. W latach 1301–1308 „panią na Strzegomiu” była księżna Beatrycze Brandenburska, wdowa po księciu Bolku I Surowym (która sprawowała regencyjne rządy w księstwie w imieniu małoletnich synów), która w 1305 ufundowała na zamku kaplicę NMP i św. Krzyża. Na zamku książęcym w Strzegomiu często przebywali książę świdnicki Bernard i jego żona (od ok. 1310 r.) Kunegunda Łokietkówna (córka króla Polski Władysława I Łokietka, siostra króla Polski Kazimierza III Wielkiego), która w latach 1326–1329 była tytułowana „panią na Strzegomiu” (Strzegom przypadł jej jako odprawa wdowia po księciu Bernardzie, zmarłym w 1326 r.).

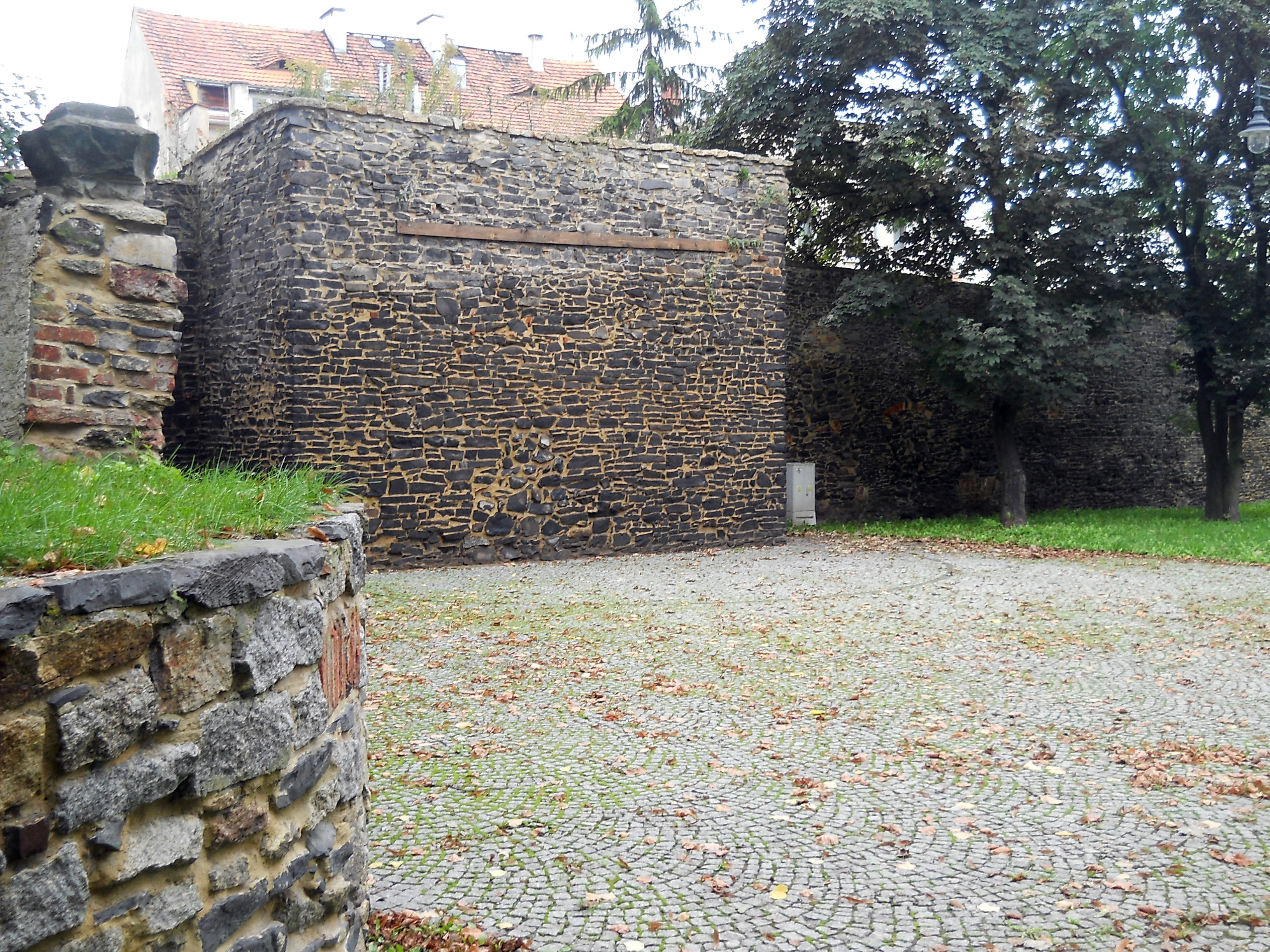
Mury obronne (połowa XIV w.)

W latach 1326–1346 księstwem świdnickim, a od 1346 r. do 1369 r. księstwem świdnicko-jaworskim rządził (rezydując też czasowo na zamku książęcym w Strzegomiu) książę Bolko II Mały. Opowiadał się on za ponownym przyłączeniem całego Śląska do Polski i dlatego wspierał swojego wuja króla Polski Kazimierza III Wielkiego w jego staraniach o Śląsk. W 1339 roku otwarto pierwszą szkołę w mieście. Wyraźny wtedy rozwój gospodarczy następował także dzięki mądrej polityce księcia świdnicko-jaworskiego Bolka II Małego (m.in. otrzymał on w 1345 od swojego wuja króla Polski Kazimierza III Wielkiego zyskowny dla mieszczan i kupców z księstwa świdnickiego przywilej handlu z Rusią). Za jego czasów w okolicy Strzegomia wydobywano złoto (w sztolniach w okolicy Góry św. Jerzego), a miasto otrzymało prawo bicia własnej monety. Od 1346 roku miasto posiadało już 9 cechów rzemieślniczych: sukiennicy, dostawcy przędzy, krawcy, kuśnierze, rzeźnicy, piekarze, szewcy, powroźnicy i piwowarzy. W latach 1369–1392 regencyjne rządy w księstwie świdnicko-jaworskim sprawowała wdowa po Bolku II Małym księżna Agnieszka (z austriackiego rodu Habsburgów), która również była tytułowana „panią na Strzegomiu”. Po jej śmierci w 1392 r. Strzegom wraz z całym księstwem świdnicko-jaworskim przeszedł pod panowanie czeskie. Najwspanialsze budowle Strzegomia: bazylika pw. śś. ap. Piotra i Pawła, kościół klasztorny benedyktynek z piękną gotycką wieżą (już nieistniejący), kościół klasztorny karmelitów (przebudowany na początku XIX w. przez ewangelików) – zostały zbudowane w czasie, kiedy Strzegom należał do księstwa świdnickiego i księstwa świdnicko-jaworskiego i później, kiedy był już pod panowaniem czeskim. 11 czerwca 1520 roku Ludwik II nadał Strzegomiowi przywilej używania czerwonej pieczęci, co umożliwiało sądowi wzywanie świadków.

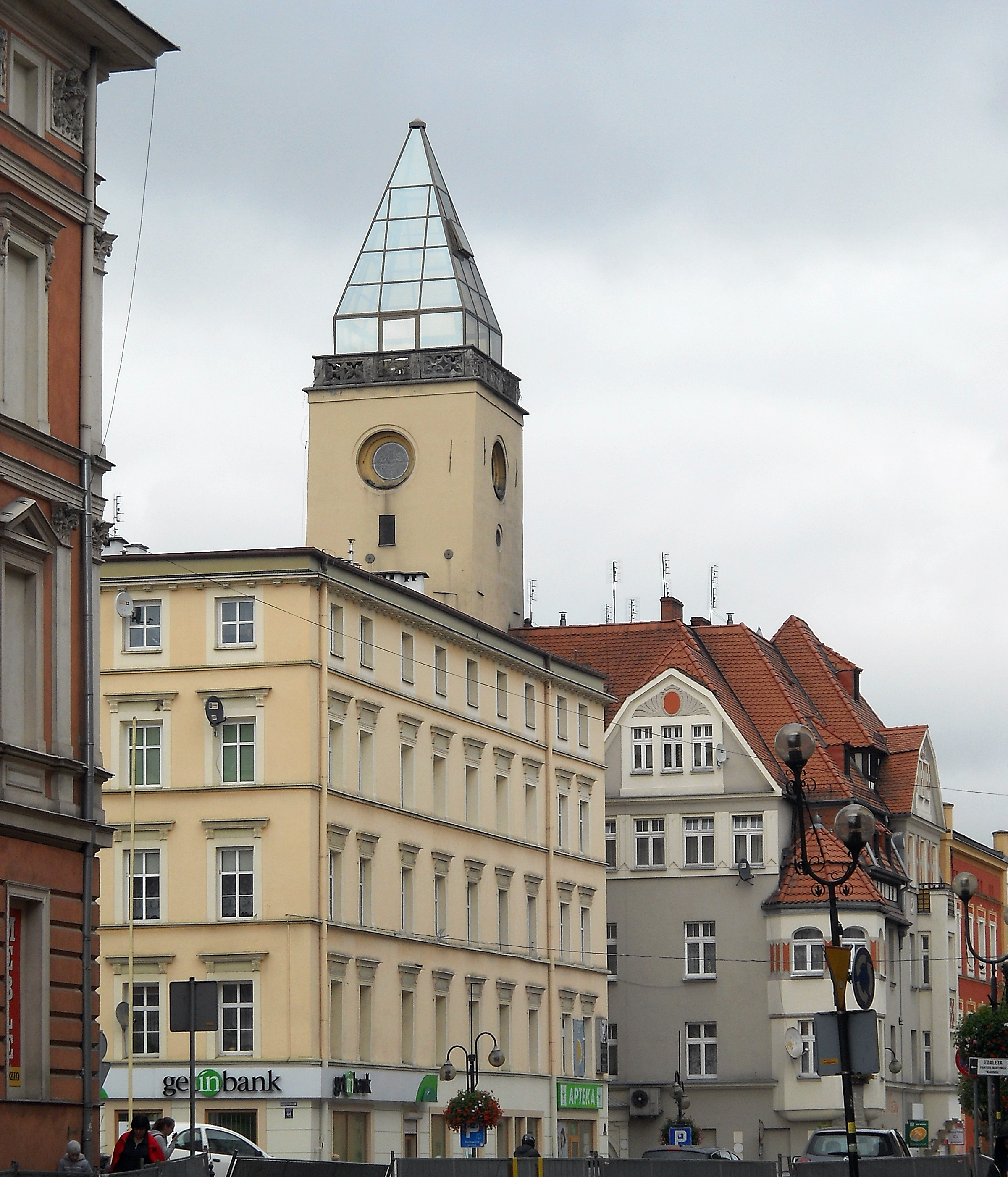
Zachowana wieża (targowa) starego ratusza (przełom XV/XVI w., 1618 r.)

Bezpotomna śmierć Ludwika II Jagiellończyka w 1526 roku spowodowała, iż 3,5-tysięczne miasto dostało się pod panowanie Habsburgów. Okres renesansu to okres prosperity i rozwoju Strzegomia. Tętniący liczący ponad 3000 osób organizm miejski, w którym było 428 podatników, nie ustrzegł się przed biedotą, pospólstwem i problemami wielkich miast. Coraz częściej rzemieślnicy uciekali na wieś, a w mieście budowano okazałe budowle dla bogatych i biednych mieszczan. Zagęszczenie było ogromne, wewnątrz murów miejskich mieściło się 312 domów. 31 grudnia 1626 roku do miasta dotarła wiadomość o nakazie przezimowania wojsk Wallensteina, jednakże żołd i koszt utrzymania 10 kompanii wojska przerósł możliwości finansowe miasta. Rajcy miejscy, wysłali protesty do cesarza, jednak pozostały one bezskuteczne. Zaczęły się ciężkie czasy dla miejscowych protestantów, których nagminnie prześladowano. Zabierano im majątki, zamykano kościoły. W 1629 roku zostali oni pozbawieni praw obywatelskich. Wojska Wallensteina dokonały mordów i gwałtów na miejscowej ludności, a cholera zdziesiątkowała mieszczan. Zaraza zabrała 625 strzegomian. W wyniku wojny trzydziestoletniej miasto legło w gruzach, straciło swe przywileje, zamek uległ ruinie i przeszedł na własność miasta, a z 3 tysięcy mieszkańców zostało zaledwie 400.
Rok 1742 zaznaczył się przejęciem całego Śląska przez Prusy (w wyniku I wojny śląskiej Prus z Austrią). Wskutek przywrócenia swobód religijnych jeszcze w tym samym roku protestanci wznieśli w mieście swoją świątynię. 4 czerwca 1745 roku król pruski Fryderyk II wygrał pod miastem bitwę z Austriakami (bitwa pod Dobromierzem), bezskutecznie próbującymi odzyskać prowincję. Po trzech wojnach śląskich prawie cały Śląsk ze Strzegomiem znalazł się w granicach Prus. W czasie wojen napoleońskich w Strzegomiu stacjonowali polscy ułani z Prudnika z Legii Polsko-Włoskiej, którzy 14 maja 1807 roku pokonali oddział pruski nad Strugą nieopodal Szczawienka (obecnie dzielnica Wałbrzycha).

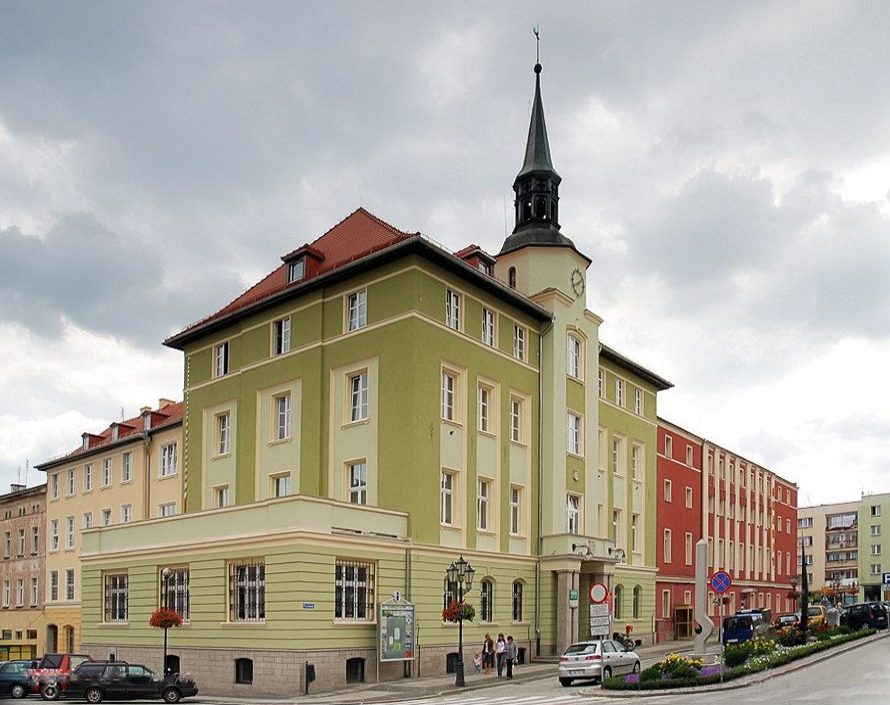
Nowy ratusz w Strzegomiu (XIX w.)

Wiek XIX to okres wielkiego rozwoju miasta i szybkiego uprzemysłowienia. W 1816 Strzegom został miastem powiatowym. Lata 1870–1914 to bardzo pomyślny okres w historii miasta: powstają nowe fabryki, ulice, place, budynki, rozwija się przemysł kamieniarski. Wzrost ekonomiczny wspierany jest przez infrastrukturę transportową: powstają połączenia kolejowe z Ząbkowicami Śl. i Legnicą (1856), Bolkowem (1890) i Malczycami (1895). W 1888, w związku z budową estakady kolejowej, zniszczone zostały pozostałości zamku z XIII-XVI w., zrujnowanego w toku wojny trzydziestoletniej (1618–1648). W 1905 r. w mieście żyło 13 427 osób, w zdecydowanej większości Niemców. W Strzegomiu mieszkali też Polacy – Ślązacy, czego dowodem były wydawane w oficynie wydawniczej braci Urban wydawnictwa w języku polskim, w tym czasopismo „Dla Wszystkich”, w którym bez zgody niemieckich cenzorów zamieszczano polskie utwory patriotyczne. Dobrą passę przerwała I wojna światowa i następujące po niej osłabienie gospodarcze Niemiec. W 1932 roku miasto przestało być miastem powiatowym i weszło w skład powiatu świdnickiego, tracąc większość swoich funkcji administracyjnych. Przed II wojną światową liczba ludności miasta wynosiła około 17–20 tysięcy. Na początku lutego 1945 napływ uchodźców zwiększył tę liczbę do 30 tys. osób.

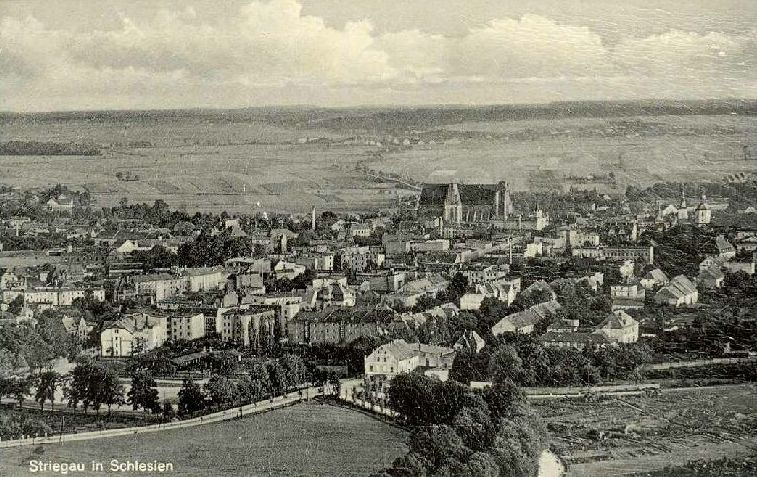
Strzegom (1930)

W Grabinie (część Strzegomia) znajdował się obóz pracy przymusowej dla Żydówek, który u schyłku maja 1944 został podporządkowany niemieckiemu obozowi koncentracyjnemu Groß-Rosen, jako jego filia i w takim charakterze istniał do lutego 1945. W filii tej przebywało 550 kobiet żydowskich, w większości obywatelek Polski. Pracowały w miejscowej roszarni. W czasie II wojny światowej na terenie okolicznych wsi pracowali (przy wręcz głodowych racjach żywnościowych) robotnicy przymusowi i więźniowie pobliskiego obozu koncentracyjnego Gross-Rosen w Rogoźnicy, pochodzący z Polski i innych krajów okupowanych przez III Rzeszę, którzy byli często zabijani w okrutny sposób pod byle pretekstem (także z zemsty za śmierć niemieckich żołnierzy ze Strzegomia i okolic w okupowanej Polsce i na froncie wschodnim).
13 lutego 1945 r. do Strzegomia wkroczyły wojska 1 Frontu Ukraińskiego, dokonując mordów, rabunków i gwałtów. Między 9 a 11 marca, po zaciekłych walkach Niemcy odbili miasto, zawdzięczając to między innymi omyłkowemu zbombardowaniu na Wzgórzach Jaroszowskich przez lotnictwo radzieckie własnych oddziałów, idących na odsiecz czerwonoarmistom okrążonym przez Niemców w Strzegomiu. W zdobytym mieście Niemcy znaleźli 30 żywych mieszkańców oraz około 200 ciał. Los zabitych został opisany przez funkcjonariuszy niemieckiej policji kryminalnej w sprawozdaniach, które zostały następnie wykorzystane przez historyków Martina Bojanowskiego i Ericha Bosdorfa w książce Striegau. Schicksale einer schlesischen Stadt (Strzegom. Los pewnego śląskiego miasta). Z zebranych relacji wynika, że mieszkańcy zdobytego miasta, w tym dzieci, poddawani byli okrutnym torturom, mordowani, a po ich ciałach przejeżdżano ciężkim sprzętem wojskowym. Wielu mieszkańców popełniało samobójstwa, mordując wcześniej swoje dzieci. W rezultacie, w odwecie za dokonywane na Niemcach gwałty i rabunki, wzięci do niewoli przez Niemców żołnierze Armii Czerwonej zostali w okrutny sposób wymordowani przez SS.
Na skutek działań wojennych około 60% zabudowy Strzegomia legło w gruzach. Rosjanie wkroczyli ostatecznie do Strzegomia dopiero 7 maja 1945 r. W czerwcu 1945 r. Strzegom przekazany został administracji polskiej. Rozpoczął się napływ polskich osadników; w lipcu 1946 r. wysiedlono 7 tys. pozostałych jeszcze przedwojennych mieszkańców miasta do Niemiec.
Po II wojnie światowej nastąpiła odbudowa i rozbudowa miasta. Powstało wiele nowych budynków (także nowe osiedla mieszkaniowe), szkół, budynków użyteczności publicznej, sklepów, pawilonów handlowych i zakładów przemysłowych. Rozbudowie uległ przemysł – powstały Zakłady Kamienia Budowanego, Zakłady Materiałów Ogniotrwałych, Zakłady Mechanizacji Budownictwa Zremb, Zakłady Roszarnicze Konpar, Zakłady Wyrobów Papierniczych, Dolnośląskie Zakłady Obuwnicze Dolbut i wiele innych. Wybudowano oczyszczalnię ścieków, wodociągi i kanalizację na terenie miasta. Oddano do użytku przychodnię zdrowia. Od przystąpienia Rzeczypospolitej Polskiej do Unii Europejskiej w 2004 r. trwa dalszy rozwój Strzegomia, także dzięki wykorzystaniu funduszy unijnych. Teraz także co roku odbywają się tu zawody konne WKKW-Strzegom Horse Trails.

## Zabytki

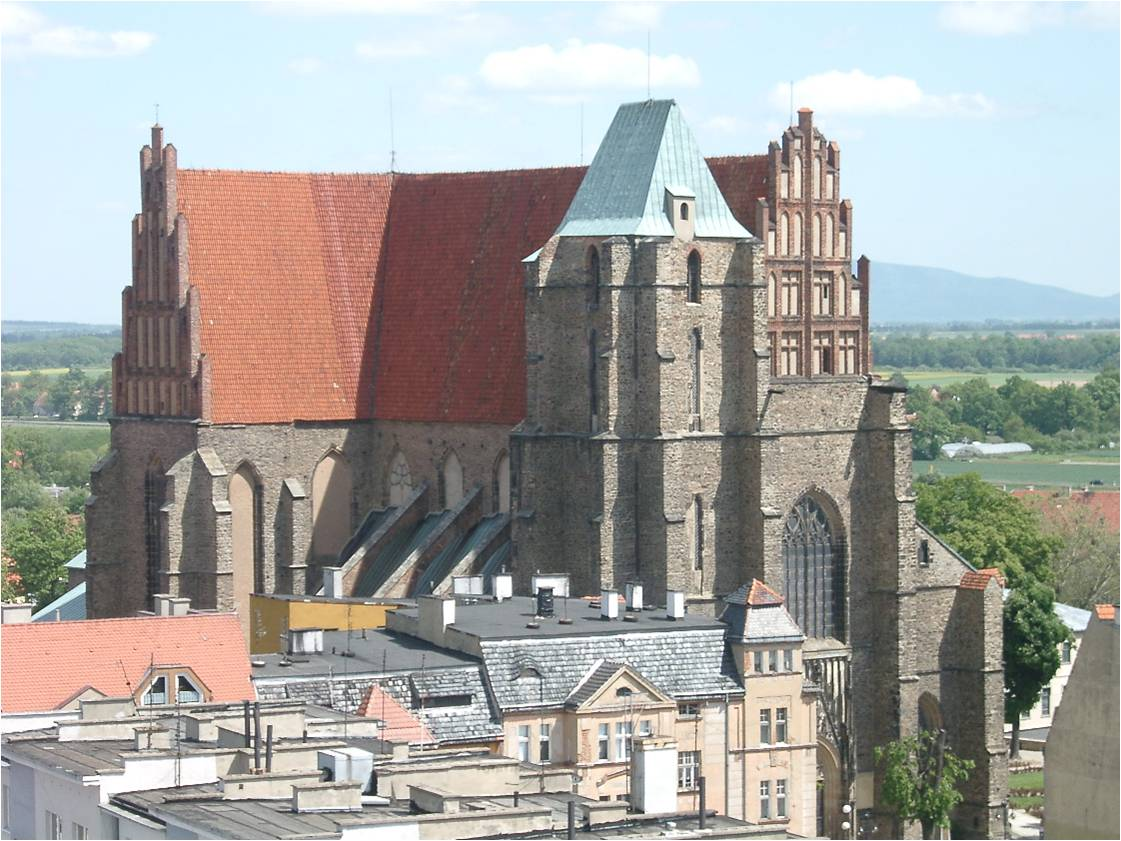
Bazylika Świętych Apostołów Piotra i Pawła

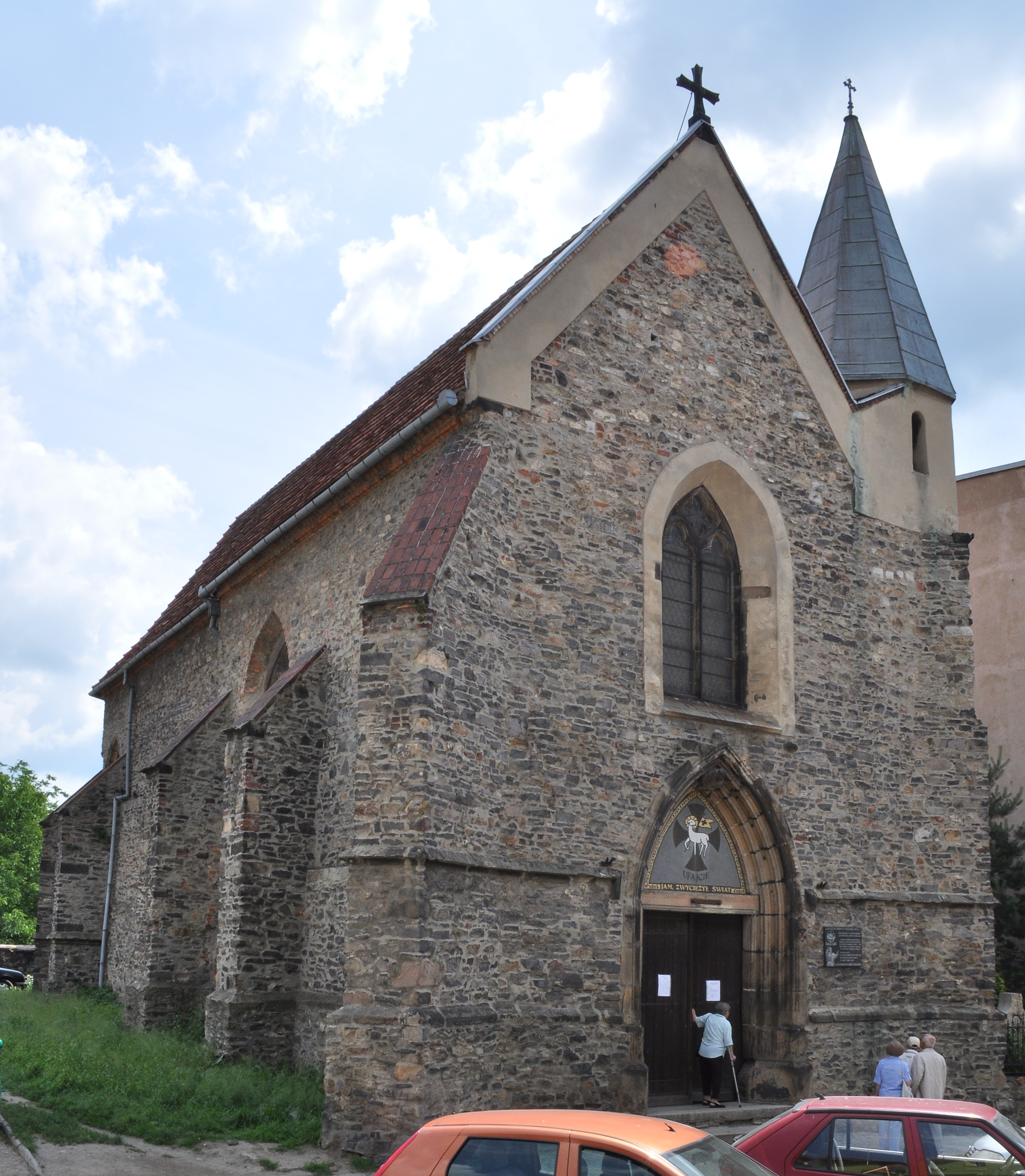
Kościół św. Barbary

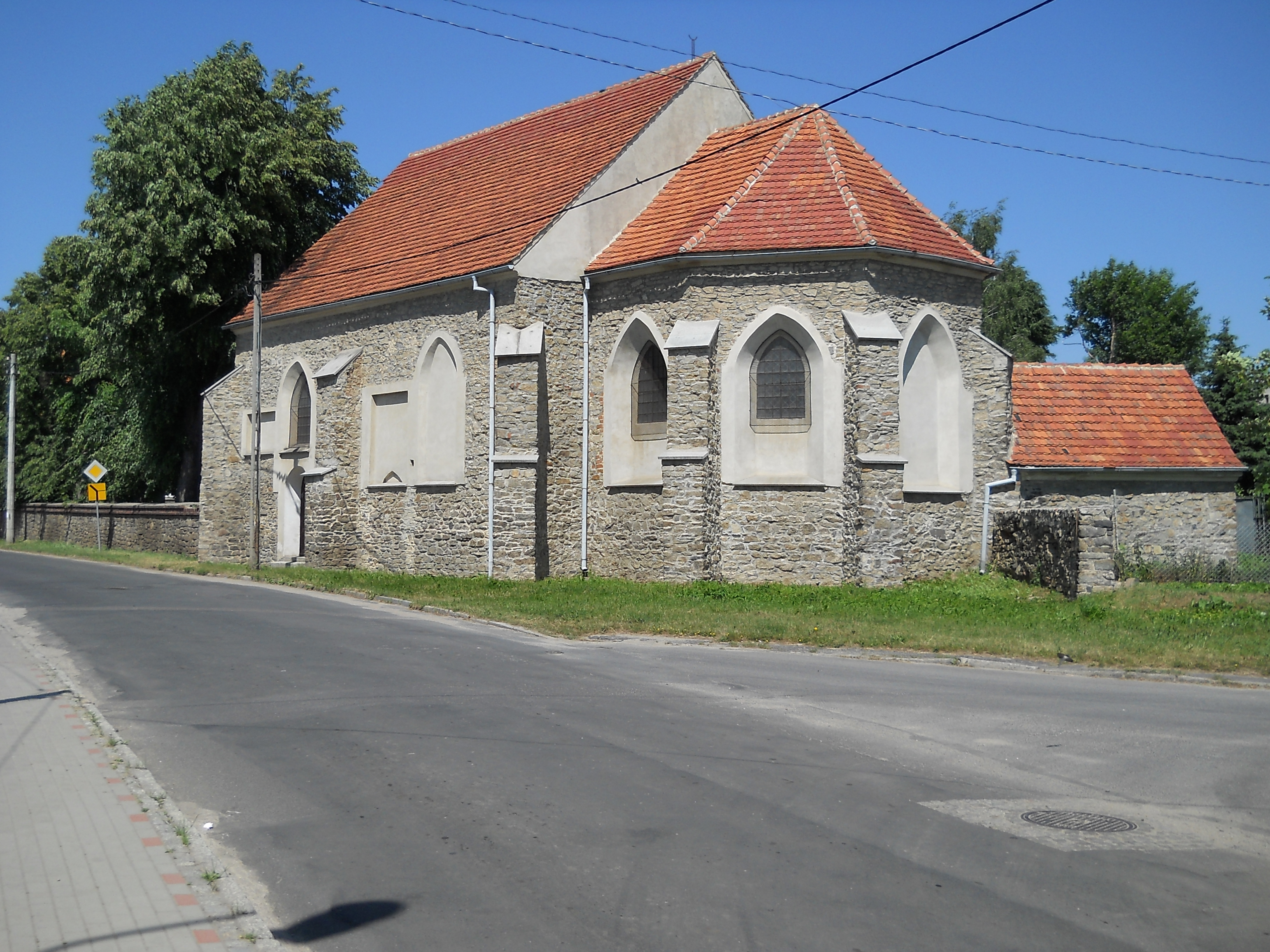
Kościół św. Jadwigi

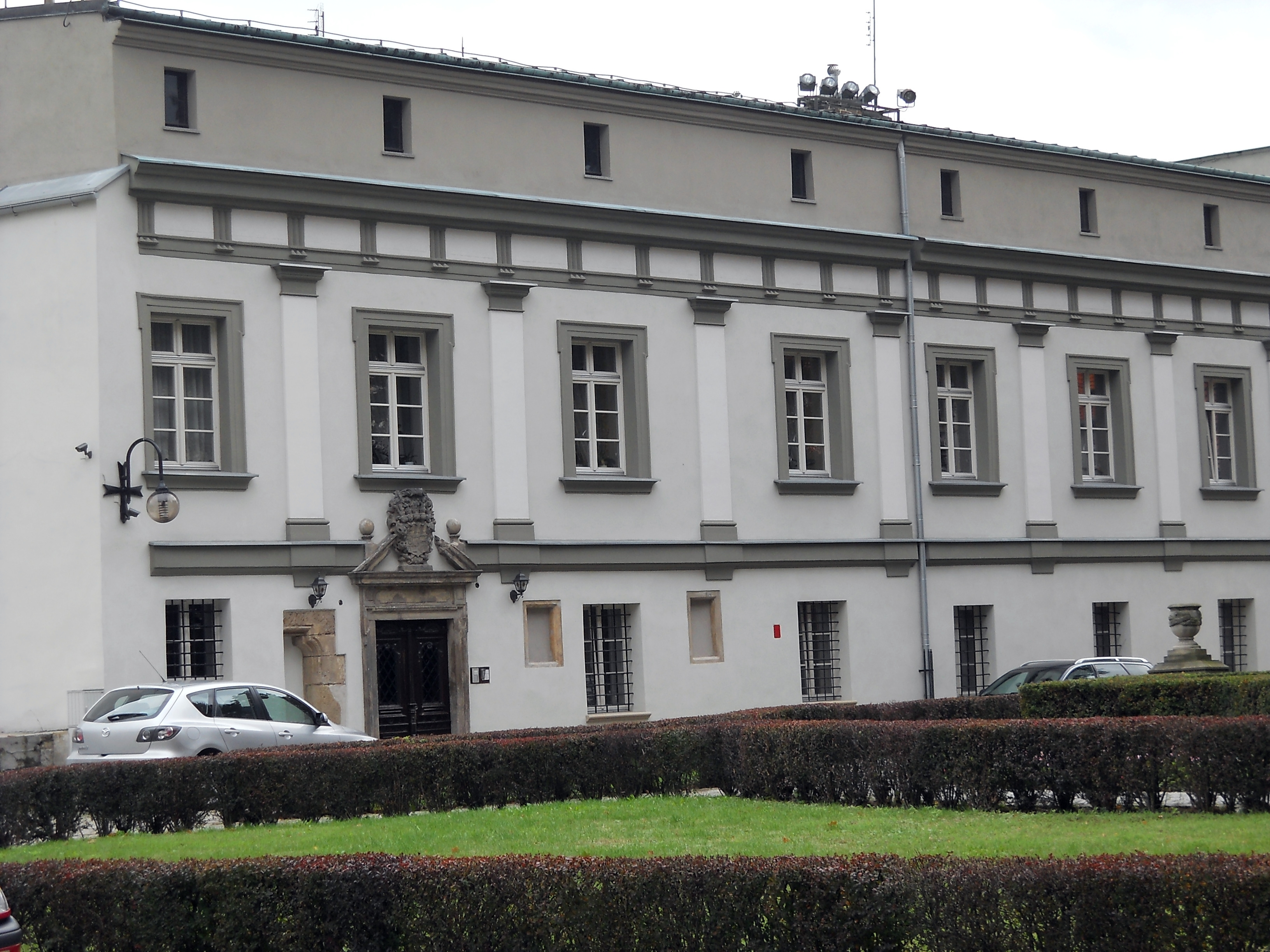
Komandoria Joannitów z 1740 r., obecnie plebania

Do wojewódzkiego rejestru zabytków wpisane są:
- ośrodek historyczny miasta
- bazylika pw. śś. ap. Piotra i Pawła, z XIV w., l. 1480–1522, XX w.
- kościół pomocniczy pw. św. Barbary (d. bożnica), z k. XIV w., 1500 r.
- kościół pomocniczy pw. św. Jadwigi, ul. Szarych Szeregów, z XIV w., XV w.
- kaplica św. Antoniego, z 1520 r.
- klasztor elżbietanek, ul. Obywatelska 3–5, z 1891 r.
- zespół klasztorny karmelitów, ul. Kościuszki, z 1430 r., l. 1704–19:
  - kościół, obecnie par. pw. Najświętszego Zbawiciela Świata i MB Szkaplerznej
  - klasztor, obecnie CAS Karmel
- komandoria joannitów, ob. plebania, ul. Jana Pawła II (d. pl. Kościelny) 10, z 1740 r.
- mury obronne, z połowy XIV w.
- brama Ptasia
- wieża ratuszowa (targowa), z XV/XVI w., 1618 r.
- dworzec kolejowy „Grabina”, mur.-szachulcowy, z 1909 r.: budynek dworca z łącznikiem, magazyn spedycji kolejowej (zachowany kompletny zespół dworca kolejowego)[32]
- dom, ul. Paderewskiego (d. Dzierżyńskiego) 3, z początku XX w.
- dom, Rynek 1, z k. XIX w.
- piwnice kamienicy, Rynek 11, z połowy XIX w.
- dom, Rynek 39, z 1541 r., połowy XIX w.
- młyn wodny, ul. Kasztelańska (d. Zjednoczenia) 12, z 1880 r.
- dom, ul. Kasztelańska (d. Zjednoczenia) 18, z 1910 r.

inne zabytki:
- cmentarz żydowski
- XVIII-wieczny wiatrak nieopodal kamieniołomu "Barcz" (ruina), planowana adaptacja na wieżę widokową[33]

## Demografia
Piramida wieku mieszkańców Strzegomia w 2014 roku.

## Gospodarka

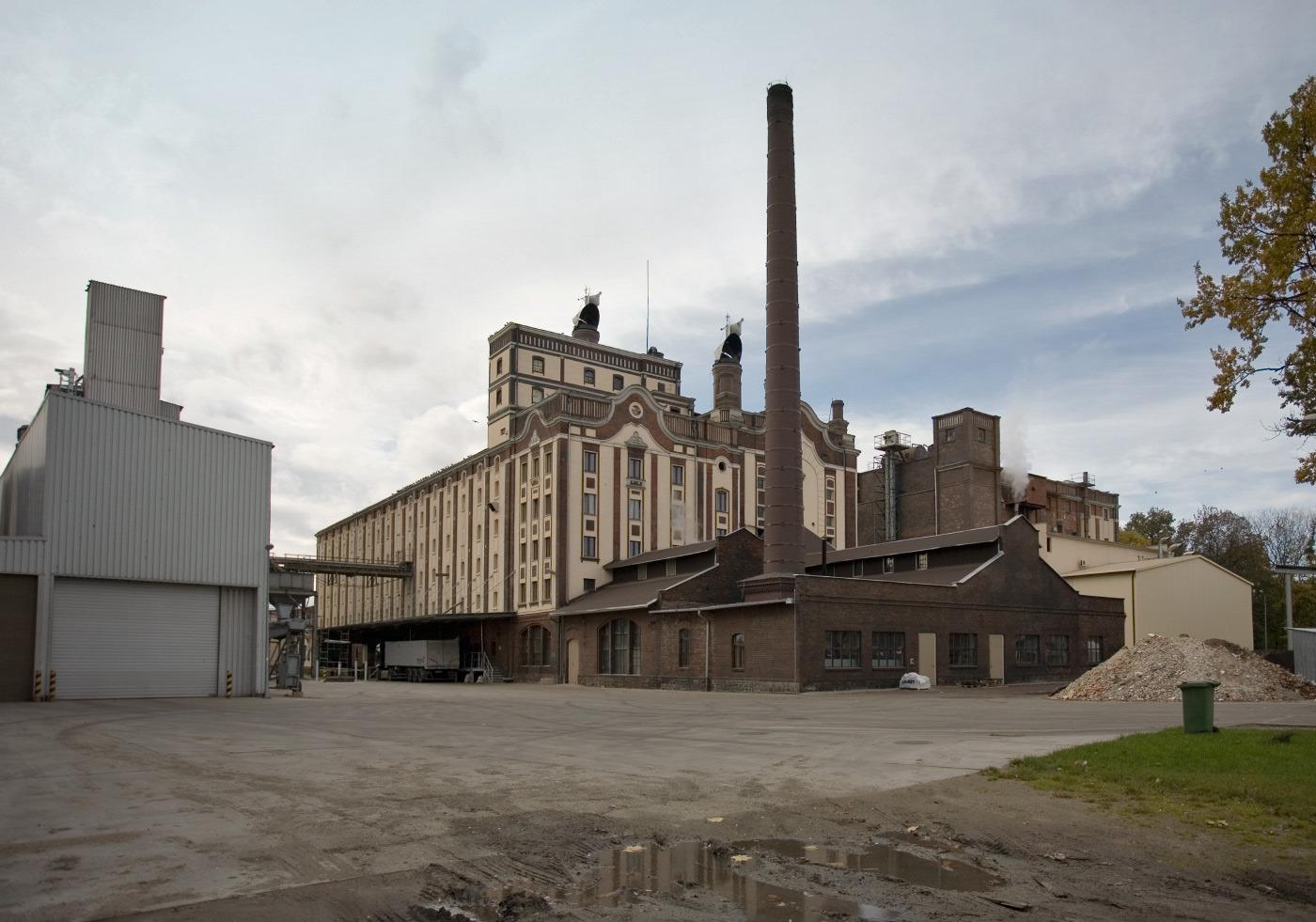
Słodownia uruchomiona w 1896 r.

Strzegom jest ważnym ośrodkiem przemysłu kamieniarskiego. W mieście istnieje kilkadziesiąt firm zajmujących się wyrobami z granitu i bazaltu. Wiele obiektów w Polsce i Europie jest wyłożonych strzegomskim granitem (np. pomnik Bohaterów Westerplatte w Gdańsku, pomnik Powstańców Śląskich w Katowicach, pomnik na polach Grunwaldu, Pałac Sprawiedliwości w Hadze). W mieście również obecny jest przemysł maszynowy, spożywczy, papierniczy, odzieżowy.
W mieście znajduje się słodownia uruchomiona w 1896 roku. Od 11 maja 2016 zakład należy do firmy Viking Malt Specialties Sp. z o.o., która jest częścią fińskiej grupy z branży słodowniczej – Viking Malt Oy. Strzegomska słodownia jest trzecią słodownią na świecie pod względem produkcji słodów specjalnych, prowadzi sklep internetowy przeznaczony dla piwowarów domowych, a także sprzedaje swoje produkty na preferencyjnych warunkach polskim browarom rzemieślniczym.

## Transport
Krzyżują się tutaj szlaki:
- Droga krajowa nr 5: Wrocław – Bolków – Kamienna Góra – Lubawka
- Droga wojewódzka nr 374: Legnica – Jawor – Świebodzice – Wałbrzych

Oprócz tego istnieją drogi lokalne do Żarowa, Tomkowic, Morawy, Kostrzy czy Roztoki.

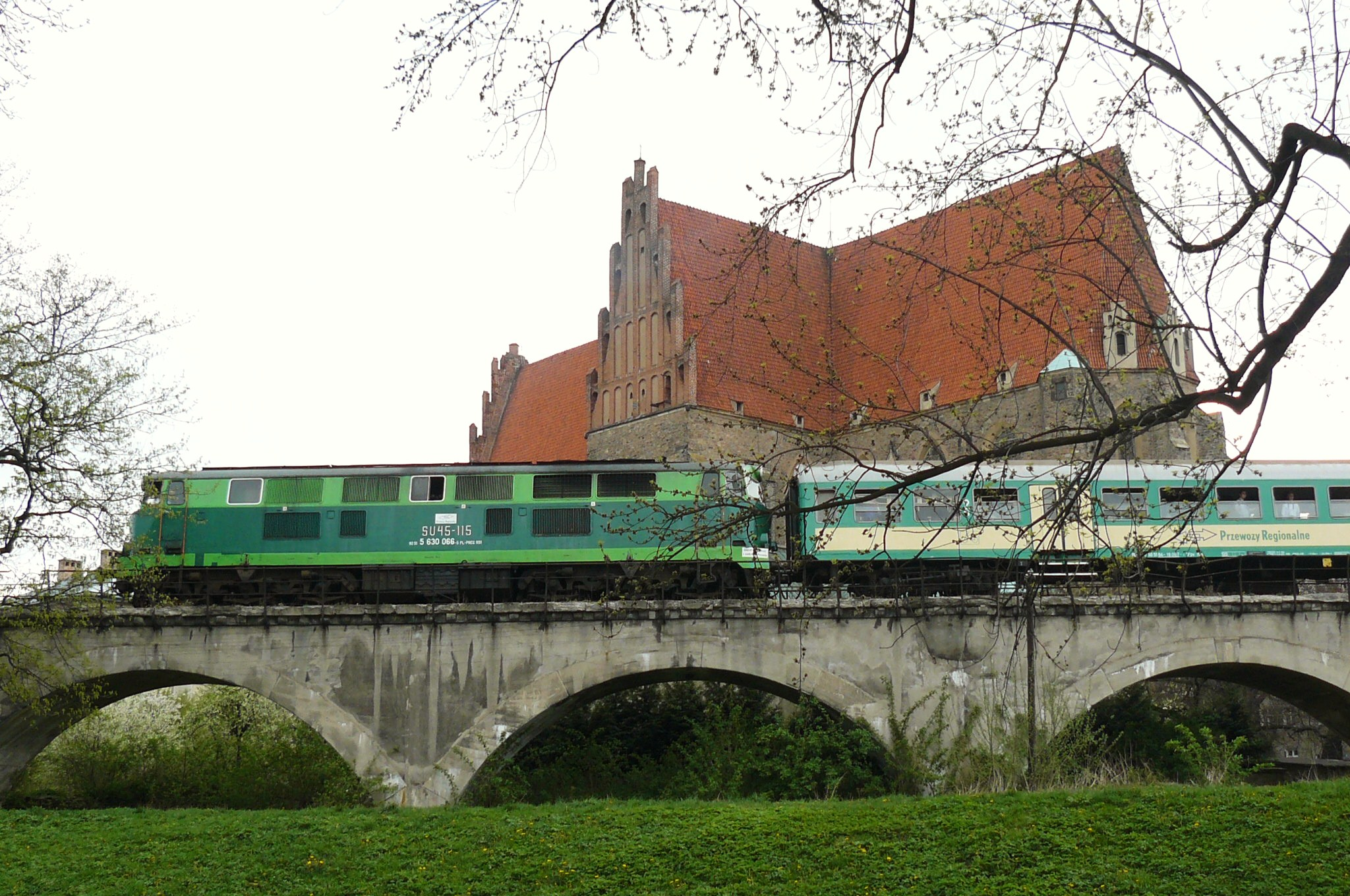
SU45-115 z pociągiem specjalnym „Dolnośląskie Zakamarki” (25.04.2015.) na estakadzie kolejowej pomiędzy Strzegomiem Miastem a Grabiną Śląską; na tle strzegomskiej bazyliki

W mieście zlokalizowane są trzy dworce kolejowe:
- Strzegom Miasto – jest to dworzec zlokalizowany w centrum Strzegomia. Budynek dworca wybudowany został w 1890 roku. Pierwsza nazwa stacji brzmiała Striegau Stadt. Od 1945 roku nazwa uległa zmianie na Strzegom Miasto. Od 1996 roku stacja nie funkcjonuje, budynek dworca pozostaje zamknięty, a kasy zostały zlikwidowane. Zachowało się zadaszenie nad peronem.
- Strzegom – stacja Strzegom zlokalizowana jest na peryferiach miasta. Oddana do użytku 16 grudnia 1856 roku. Pierwsza nazwa stacji brzmiała Striegau. Od 1945 roku nazwa stacji to Strzegom. Przez stacje przechodzą linie Katowice-Legnica (po której kursują pociągi Kolei Dolnośląskich relacji Legnica – Kłodzko Miasto) i Malczyce-Marciszów. Budynek dworca został adaptowany do innych celów, a kasy zostały zamknięte.
- Grabina Śląska – jest to zamknięta stacja kolejowa na Grabach
- Strzegom Międzyrzecze – zamknięty posterunek odgałęźny, z rozebranymi semaforami.

## Kultura

### Strzegomskie Centrum Kultury
Strzegomskie Centrum Kultury prowadzi zajęcia z zakresu tańca, teatru, plastyki, muzyki, modelarstwa, haftu artystycznego, turystyki i śpiewu. Posiada w swych strukturach salę widowiskową i taneczną. SCK jest organizatorem wielu imprez kulturalno-rozrywkowych na terenie miasta. Do największych, cyklicznych imprez w mieście, organizowanych przez SCK zaliczamy Święto Otwartych Serc, Międzynarodowy Dzień Dziecka, Święto Chleba, Spotkania z piosenką religijną i refleksyjną, Mikołajkowy Show, Festiwal Piosenki Harcerskiej. Centrum jest także organizatorem imprez zleconych, wystaw, koncertów. Stanowi rolę animatora życia kulturalnego miasta. Strzegomskie Centrum Kultury zajmuje się również organizacją i prowadzeniem Międzynarodowego Festiwalu Folkloru który istnieje już 14 lat i niezmiennie rozbrzmiewa w sierpniu muzyką i tańcem ludowym. W lutym 1997 roku został on przyjęty do Międzynarodowej Federacji Festiwalów Folklorystycznych i Sztuki Ludowej (CIOFF).

### Biblioteka Miejska im. E. Orzeszkowej
Powstała 8 maja 1949 roku. Obecnie posiada 1 filię w Strzegomiu oraz 5 na terenie gminy (Jaroszów, Goczałków, Żółkiewka, Stanowice, Kostrza). Zbiory obejmują prawie 92 tysiące woluminów, w tym także unikatowe wydawnictwa Braci Urbanów z lat 1901–1920 pisane i wydawane w języku polskim. Biblioteka jest także organizatorem wielu imprez kulturalnych, kiermaszu książek, konkursów, wystaw i sympozjów. W bibliotece gościli m.in. Maria Kędzierzyna, Krystyna Pająkowa, Aleksander Minkowski, Henryk Worcell, Hanna i Antoni Gucwińscy.

### Imprezy

#### Imprezy sportowe
- Bieg Tropem Wilczym
- THHT Strzegom (WKKW)
- Memoriał im. Edwarda Brzegowego (judo)

#### Imprezy kulturalne
- Międzynarodowy Festiwal Folkloru
- Festiwal Pieśni Harcerskich i Turystycznych „Koniczynka”

### Honorowi obywatele Strzegomia
- Walenty Wyrwa
- Stanisław Siwiec
- Stanisław Targosz
- Edward Forski
- Krzysztof Stelmach
- Jan Chmura
- Melitta Sallai

## Edukacja

### Żłobki
- Prywatny Żłobek Misie Tulisie
- Żłobek Miejski nr 1
- Żłobek Miejski nr 2

### Przedszkola
- Przedszkole Miejskie nr 2 im. Misia Uszatka
- Przedszkole Miejskie nr 3
- Przedszkole Miejskie nr 4
- Przedszkole Miejskie nr 7 (szkoła specjalna)

### Szkoły podstawowe

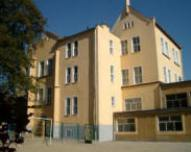
Szkoła Podstawowa nr 4 im. Kornela Makuszyńskiego

- Szkoła Podstawowa nr 2 im. Mikołaja Kopernika
- Szkoła Podstawowa nr 3 im. Henryka Sienkiewicza
- Szkoła Podstawowa nr 4 im. Kornela Makuszyńskiego
- Szkoła Podstawowa nr 7 (szkoła specjalna)

### Szkoły ponadpodstawowe
- Zespół Szkół Ogólnokształcących im. Stefana Żeromskiego
- Zespół Szkół w Strzegomiu (Szkoła Zawodowa)

## Harcerstwo

### ZHP
- 22 Strzegomska Drużyna Starszoharcerska „Arsenał”

### ZHR
- 17 Strzegomska Drużyna Harcerzy „Birkut”

## Wspólnoty wyznaniowe
- Kościół rzymskokatolicki:

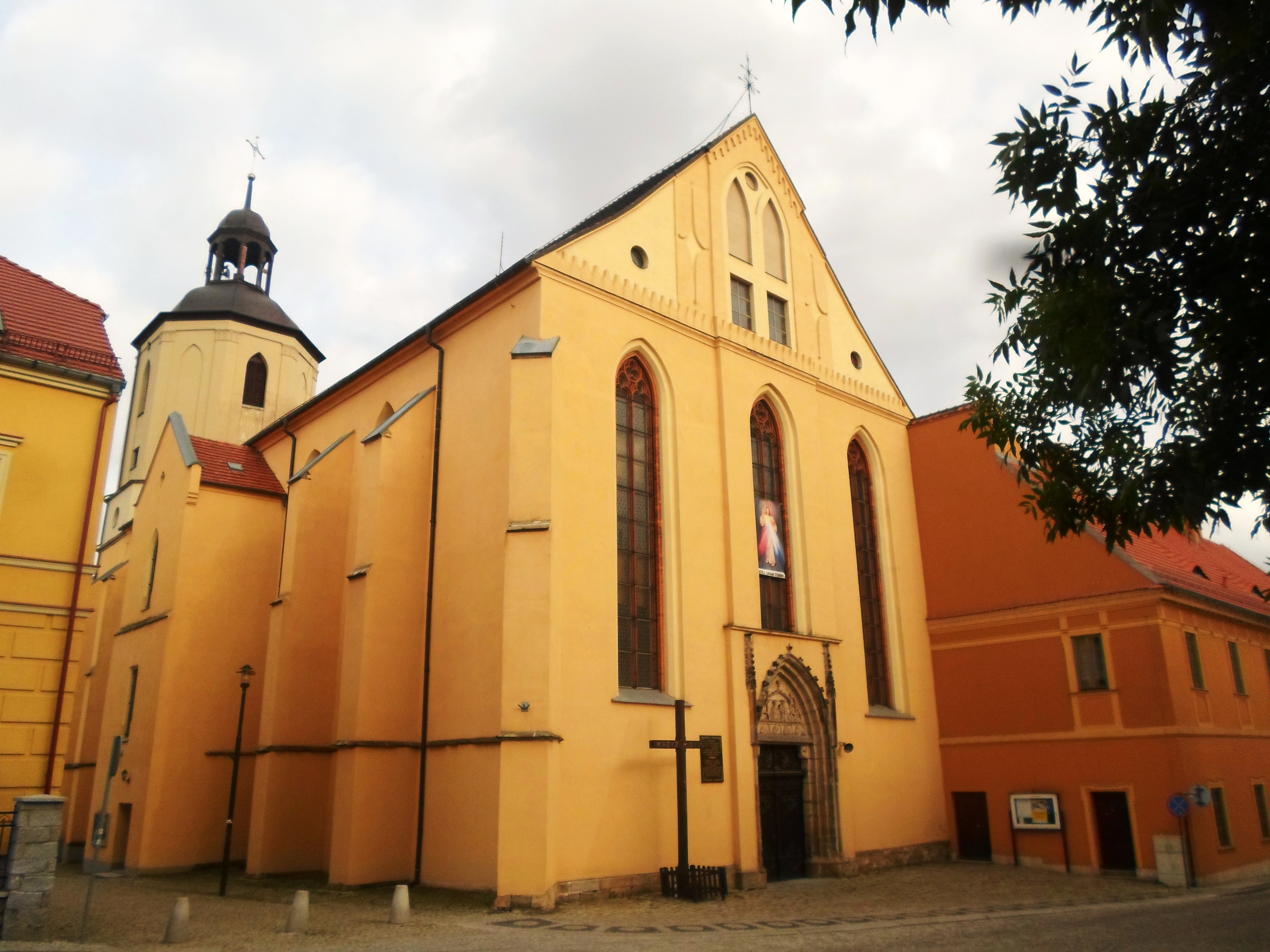
Kościół pw. Najświętszego Zbawiciela Świata i Matki Boskiej Szkaplerznej

  - parafia pw. Najświętszego Zbawiciela Świata i Matki Boskiej Szkaplerznej, ul. Kościuszki
  - parafia pw. Świętych Apostołów Piotra i Pawła, Bazylika Mniejsza, Pl. Kościelny
- Kościół Zielonoświątkowy w RP:
  - zbór „Salem”, ul. Niepodległości 21 a
- Świadkowie Jehowy:
  - zbór Strzegom (Sala Królestwa Żarów)[38]

## Sport
- Strzegomski Klub Karate Kyokushinkai
- Klub sportowy AKS Granit Strzegom
- Ośrodek Sportu i Rekreacji w Strzegomiu
- LKS Stragona Strzegom

## Miasta partnerskie
Miastem partnerskim było od 11 listopada 1997 także Torgau (Saksonia, Niemcy), lecz partnerstwo zostało rozwiązane przez stronę niemiecką 27 listopada 2019.